# 一次方程式
数学における一次方程式（いちじほうていしき、英語: first-degree polynomial equation, linear equation）は、一次多項式の解を求めるものである。

## 一変数の場合
a, b は実数の定数とするとき、
{\displaystyle ax+b=0} または {\displaystyle ax=-b}
なる形をとる。後者の形の場合は、a ≠ 0 ならば（a−1 = 1/a が存在するから）一意的に解けて x = −b/a がその解である。a = 0 のとき、b ≠ 0 ならば不能、b = 0 ならば不定である。

## 二変数の場合
一般形は
{\displaystyle ax+by+c=0}
で、これは {（x, y）| ax + by + c = 0} なる集合、つまり平面上の直線を表すと考えられる。直線が座標軸と平行でない場合、
{\displaystyle y=mx+b}
なる形で扱うことができる。これはふつう、x を自由変数とし y を x の従属変数とみるとき、一次関数と呼ぶ。

## 三変数および更に多変数の場合
三変数の場合
{\displaystyle ax+by+cz=d}
はユークリッド空間 R3 における平面（空間平面）を表す。これは、ベクトル n := (a, b, c) に直交し、平面上の一点 x0 が与えられれば
{\displaystyle n(x-x_{0})=0}
なる形に書きなおせる（平面の場合の「点・傾き標準形」の一般化）。ただし、左辺はベクトルの点乗積である。このベクトル方程式は一般の n-次元で考えれば、Rn 内の超平面（余次元 1 のアフィン部分空間）を表す。すなわち n-変数の一次方程式
{\displaystyle a_{1}x_{1}+\cdots +a_{n}x_{n}=b}
は超平面の方程式である。一次形式
{\displaystyle L\colon (x_{1},\ldots ,x_{n})\mapsto a_{1}x_{1}+\cdots +a_{n}x_{n}}
は線型汎函数で、「点・傾き標準形」は
{\displaystyle \{(x_{1},\ldots ,x_{n})\mid a_{1}x_{1}+\cdots +a_{n}x_{n}=b\}=x_{0}+\ker L}
の形に書くこともできる。

## 更なる一般化
一次方程式の理論は係数や解を（実数や複素数のような数に限らず）一般の（非可換）体としてもそのまま成り立つ。特に、係数が（非可換）体 K であるような一次方程式が拡大体 L/K で解を持つならば、既に K において解を持ち、K における一般解がそのまま L における一般解になる。
A が行列、x がベクトル値の変数、b を定ベクトルとするとき、一次方程式
{\displaystyle Ax=b}
は A が正則ならば解くことができて x = A−1b となる。
より一般に、集合 X に作用素の集合 T が与えられているとき、X-値の変数 x に対して作用 τ ∈ T および定元 b ∈ X を与えれば、方程式
{\displaystyle \tau x=b}
は意味を持ち、τ の逆作用素 τ−1が存在すれば x = τ−1b となる。特に T が群 G で X がG-加群 M のとき、
{\displaystyle gx+b=0\quad (g\in G,b\in M)}
なども意味を持つ。